# SCF Verney
Pour les articles homonymes, voir Verney.
La société centrale de chemins de fer et d'entreprise (SCF) est créée le 7 février 1927. Elle se substitue au groupe Baert-Verney constructeur et exploitant de voies ferrées d'intérêt local (VFIL).
Elle développe une activité de construction de véhicules ferroviaires sur deux sites :
- Le Mans, dans l'ancien ateliers Delaroche et Turquet,
- Prix-lès-Mézières, dans les ateliers des chemins de fer départementaux des Ardennes entre 1927 et 1939.

La construction d'autocars débute en 1934 et se développe. La construction ferroviaire stagne et disparaît dans les années 1950. Une cinquantaine de véhicules ont été construits.
En 1956 la SCF devient la Société des Autobus et Matériels Verney (SAMV).

## Histoire
Il faut remonter en 1891 où deux entreprises Mancelles fusionnent : "Verney & Dequaindry" avec "Baert & Beldant" pour obtenir les marchés de construction et d'exploitation des voies ferrées d'intérêt local (VFIL).

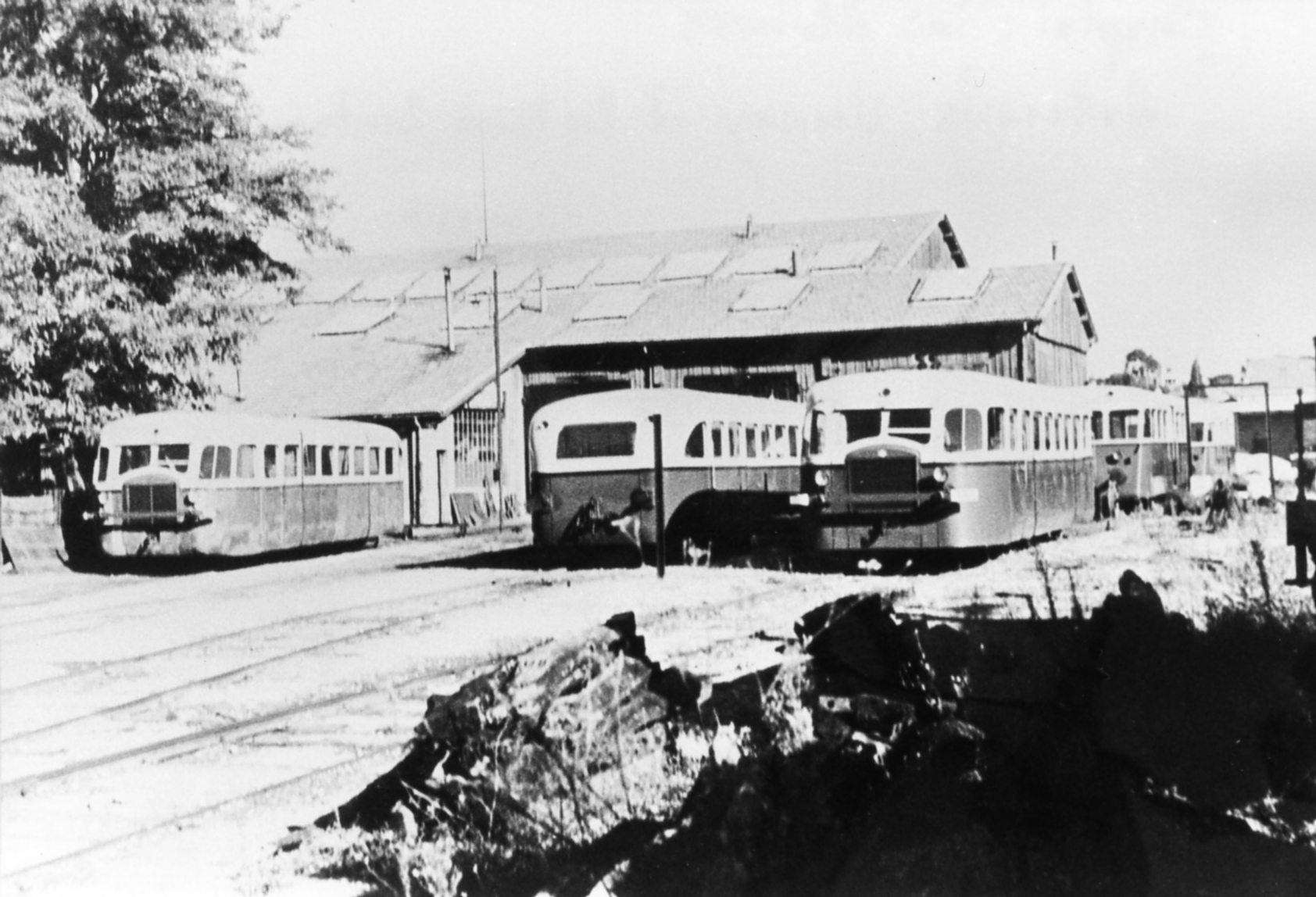
Autorails Verney des chemins de fer de l'Hérault.

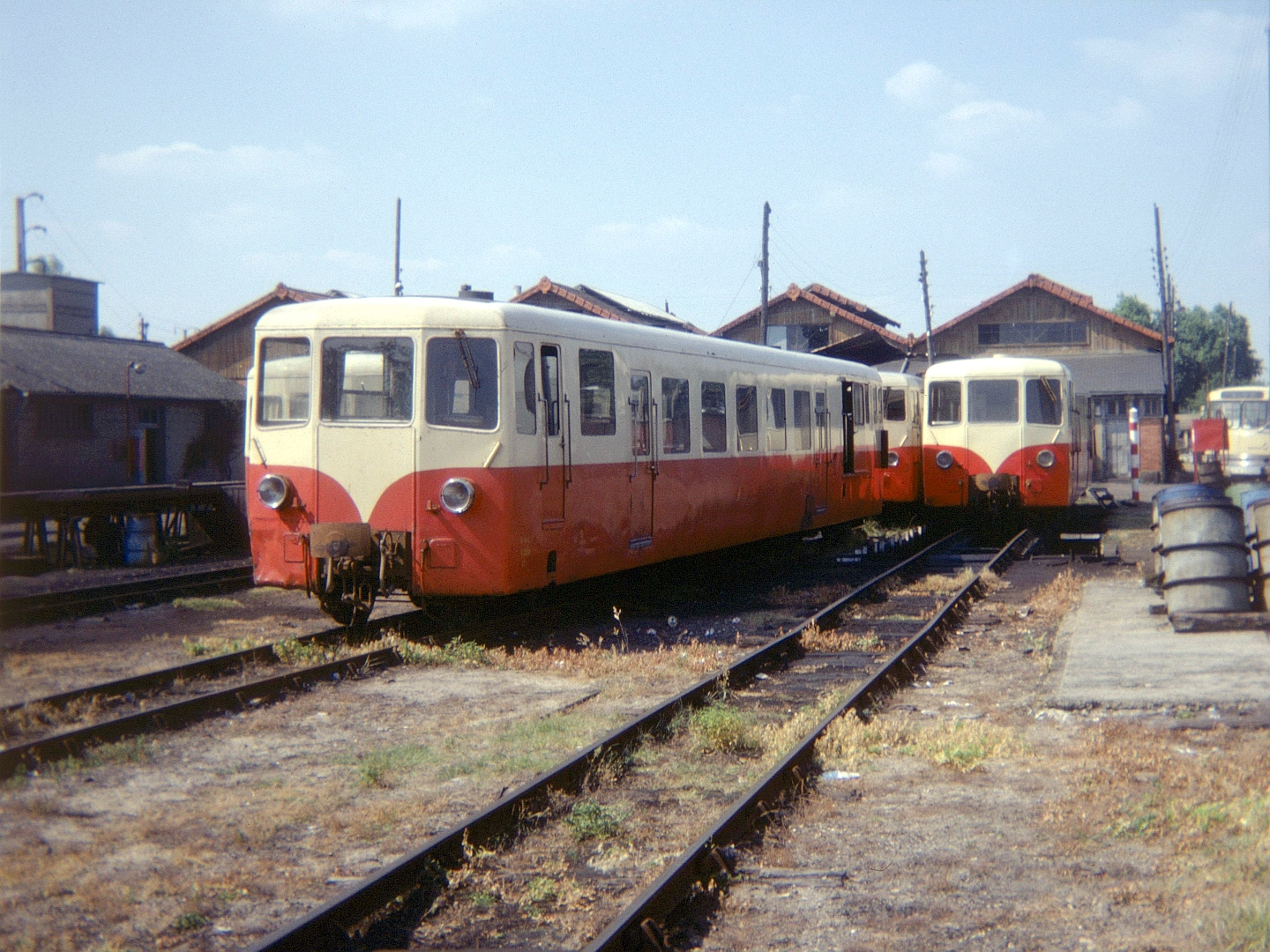
Autorails Verney du chemin de fer du Blanc-Argent.

En 1913, MM. Baert & Verney mettent en exploitation, dans le département des Ardennes, un premier service d’autorail.
Dès 1927 la SCF crée dans le département du Finistère les services A (services de remplacement des trains par autorail) et B (services complémentaires des VFIL par autorail).
L’atelier "Delaroche et Turquet", situé avenue de Sablé, est racheté vers 1929 par la SCF.
Près de 2 000 km de lignes ferroviaires sont exploitées par la SCF à cette époque.
En 1934, la SCF produit ses premiers autocars sur des châssis extérieurs. Cinq ans plus tard l'activité de construction est centralisée au Mans, l'usine des Ardennes étant délaissée.
La Société des Autobus et des Matériels Verney est créée en 1956 afin d'orienter l'activité de construction vers l'autocar et l'autobus.
En 1977 est créée l'entreprise Cars & Bus Le Mans (CBM) par Marc Verney.
Cette même année les Transports "Verney-SCF" sont héritiers des réseaux Citroën ainsi que des agences de voyages CITER.
Les réseaux sont regroupés au sein de la Compagnie Financière & Industrielle de Transports (CFIT) et les agences fusionnent avec celles du groupe Verney pour devenir Nord-Sud Voyages.

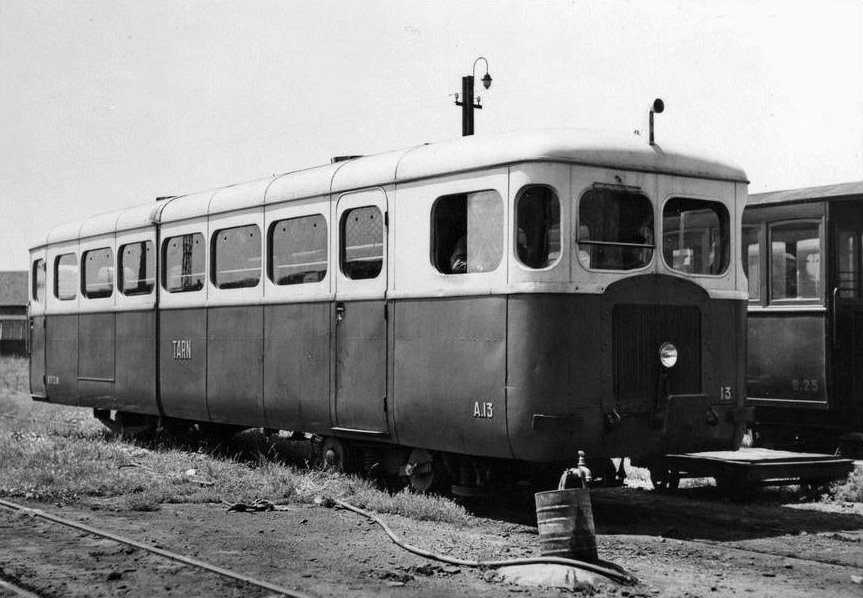
Autorail Verney A 13 des CFD du Tarn.

## Activité ferroviaire

### Exploitation de lignes de chemin de fer
La SCF exploite le réseau concédé au groupe Baert-Verney, auquel s'ajoutent les réseaux affermés:
- Compagnie des chemins de fer normands
- Voies ferrées économiques de l'Orne
- Chemin de fer 
Tinchebray à Montsecret

L'ensemble représente près de 2000 kilomètres.

### Production de matériel roulant ferroviaire
Véhicules construits à partir de châssis de camions "GMC" abandonnés par l'armée américaine en 1919 :
- Autorails à voie métrique pour les chemins de fer départementaux des Ardennes
- Autorails à voie métrique pour les chemins de fer départementaux de la Mayenne
- Autorails à voie normale no 51 à 53, 1927, destinés à la Compagnie des Chemins de Fer Normands pour la ligne de Cherbourg à Barfleur.
- Remorque d'autorail à voie normale des Chemins de Fer Normands, à 2 essieux destinée à la ligne Cherbourg - Barfleur

Véhicules construits sur un châssis ferroviaire :
- Autorails à voie métrique pour les chemins de fer départementaux du Tarn
- Autorails à voie normale pour les chemins de fer de l'Est
- Autorails à voie normale triples articulés, N° SCF 1001 à 1004, pour les chemins de fer de Normandie, (transférés dans l'Hérault)
- Autorails à voie métrique pour les chemins de fer Algériens en 1933 et 1935
- Autorails à voie métrique pour les chemins de fer du territoire de Belfort
- Autorails à voie normale sur bogies N° V1 et V2 en 1940, pour la ligne des Chemins de Fer Normands de Cherbourg à Barfleur, revendus en 1950 à la compagnie du chemin de fer de Mamers à Saint-Calais
- Autorails à voie métrique pour la SNCF, 1950-1951 série X 210 destinés aux lignes du PO-Corrèze.
- Autorails à voie métrique pour la SNCF, 1950-1951 série X 220 destinés au chemin de fer du Blanc-Argent (ligne Salbris - Luçay-le-Mâle).
- Remorques d'autorails à voie métrique pour la SNCF, les chemins de fer Algériens
- Remorques d'autorails à voie normale type unifiée à 2 essieux pour la SNCF,9101 , 9111(1948), 9102 à 9110 et 9112 à 9125, no 9501 à 9532 (1951)
- Remorques d'autorails à voie normale N° RV1 et RV2 à 2 essieux pour les Chemins de Fer Normands, ligne de Cherbourg à Barfleur.
- Autorails et remorques pour les chemins de fer turcs, en 1952, (20 motrices, 30 remorques)

## Matériel préservé
Quatre autorails de la série X 210 ont été préservés :
- X 211, préservé par le Train du Bas-Berry
- X 212, préservé par le Chemin de fer de la baie de Somme
- X 213, préservé par le Chemin de fer de la baie de Somme
- X 224, préservé par le Train du Bas-Berry
- Couplage Verney LP 48 No. 1452  Classé MH (1997)[4] & 1453  Classé MH (1997)[5] préservé par le Chemin de fer touristique de la Sarthe

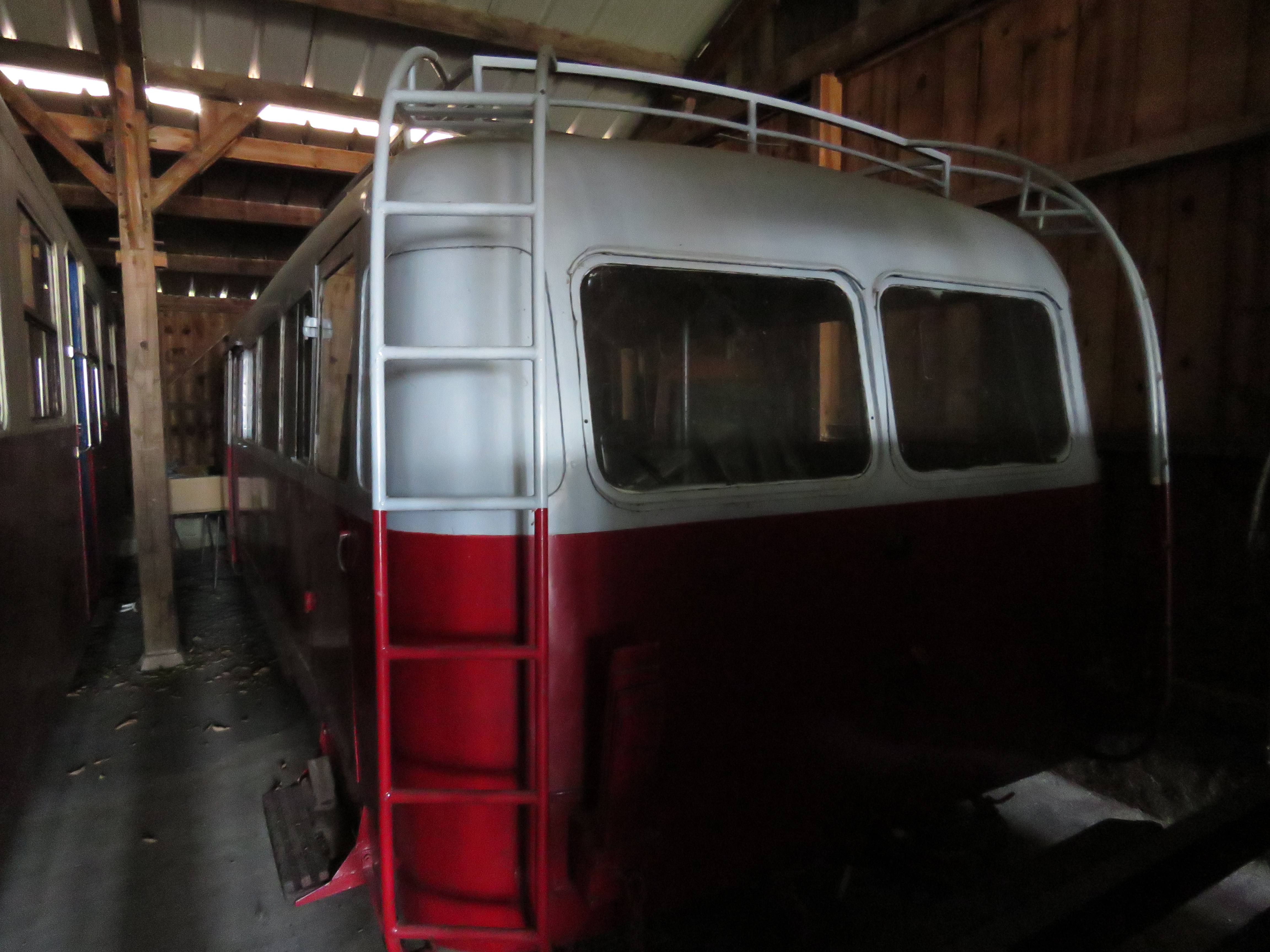
Autorail Verney LP 48 1453 préservé à Beillé dans la Sarthe.
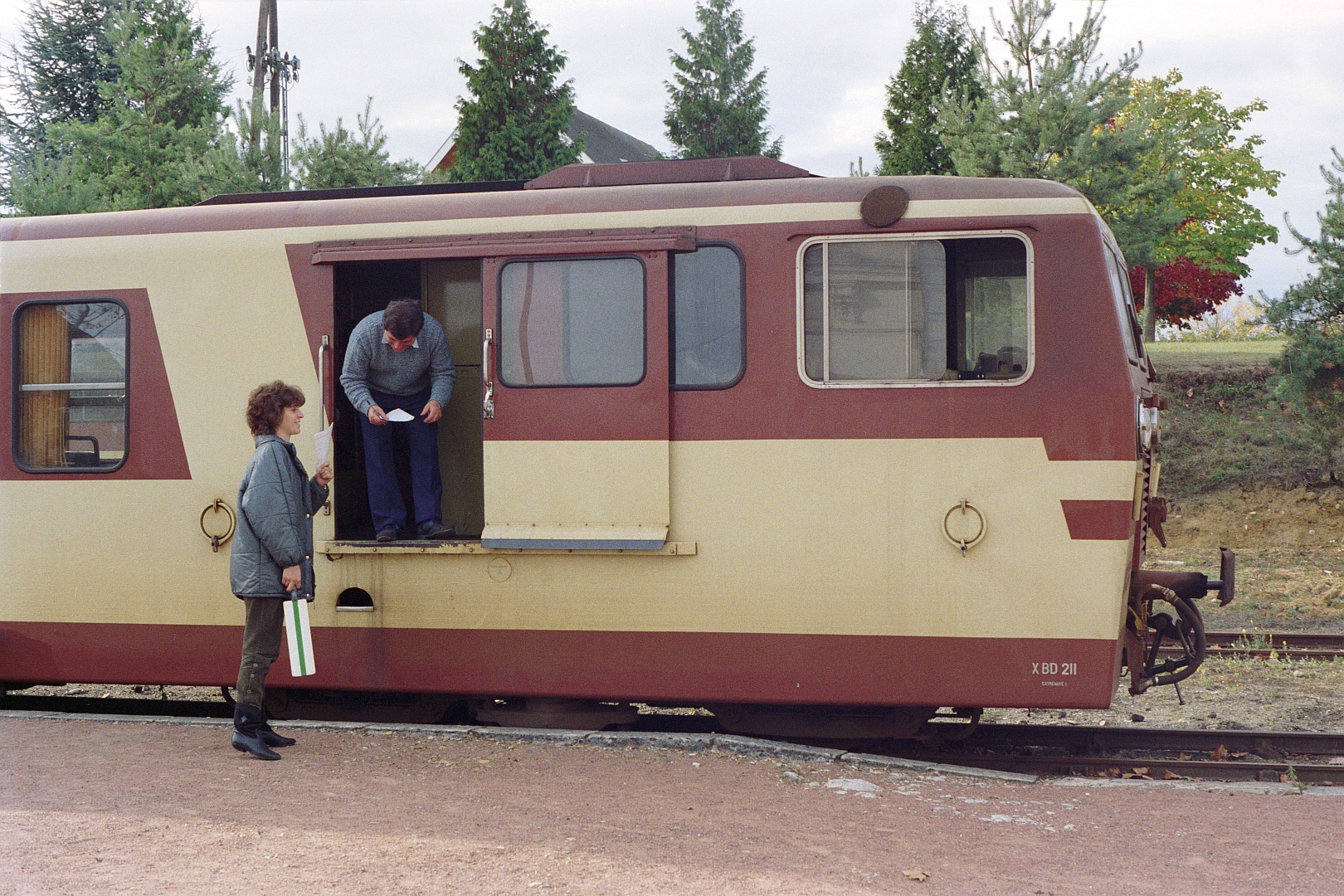
L'autorail X 211 alors en service régulier en 1989, préservé par le Train du Bas-Berry.
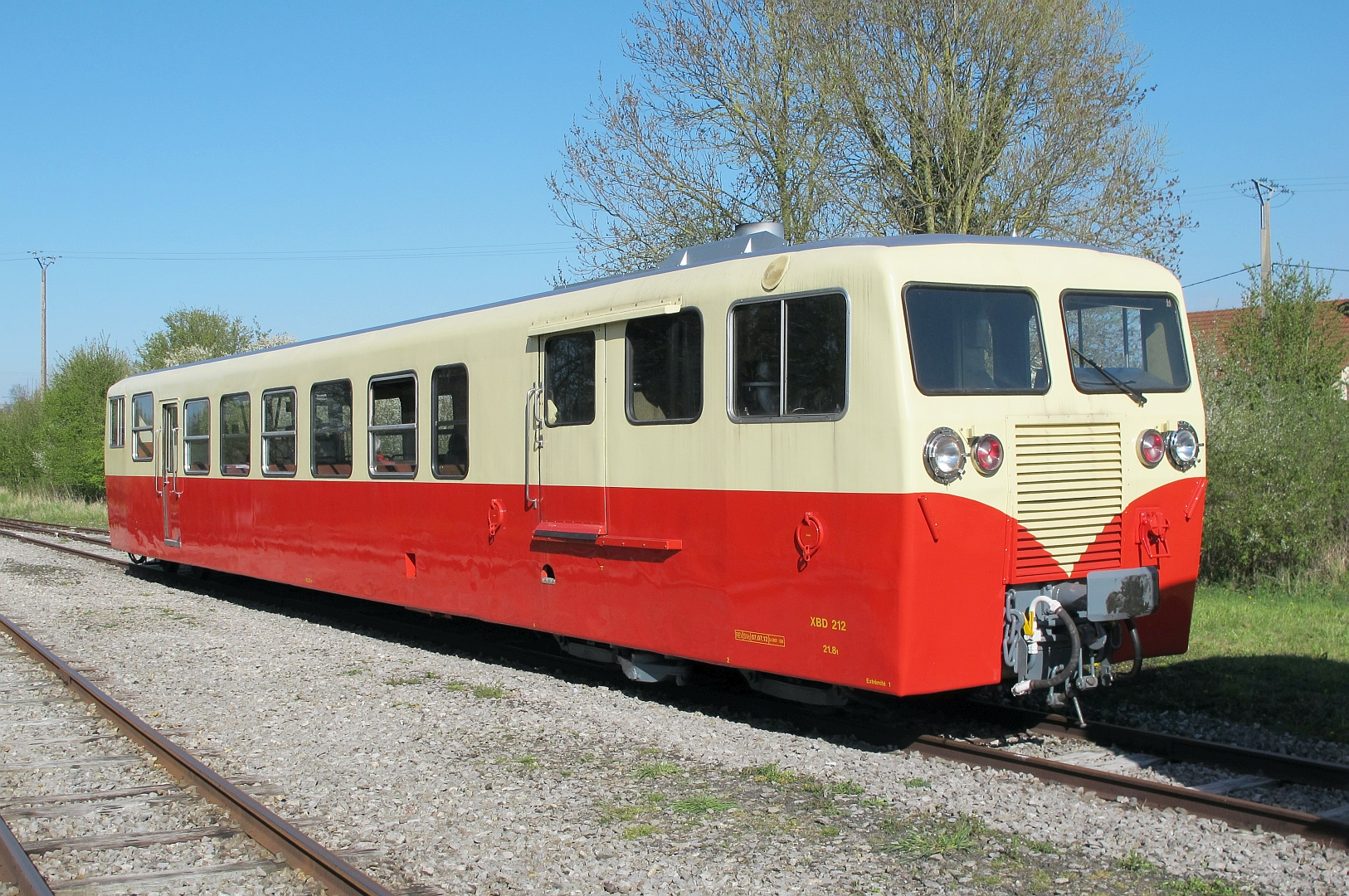
L'autorail X 212 du Blanc-Argent, restauré par le CFBS.
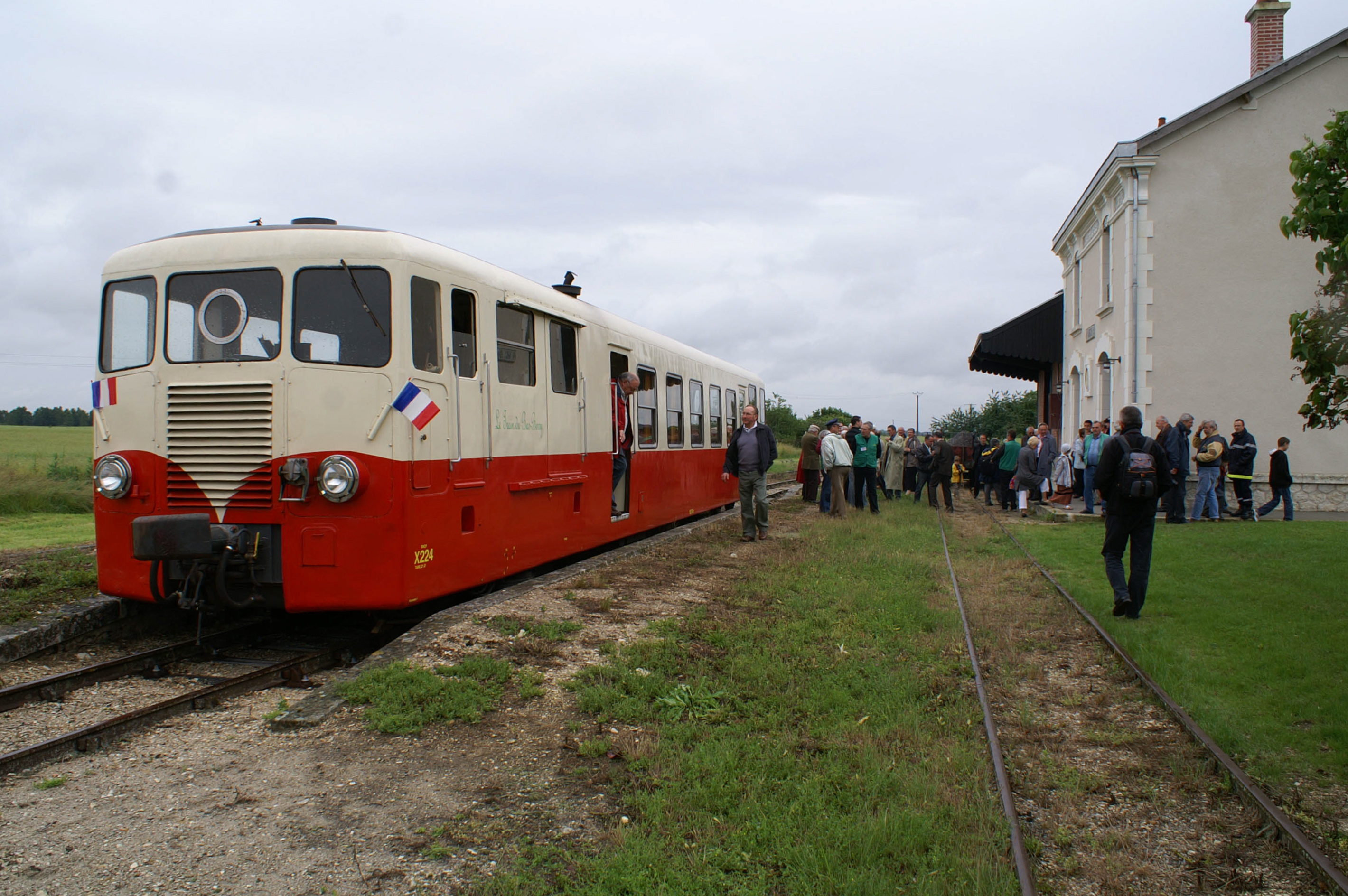
L'autorail X 224 du chemin de fer du Blanc-Argent et préservé par le Train du Bas-Berry.
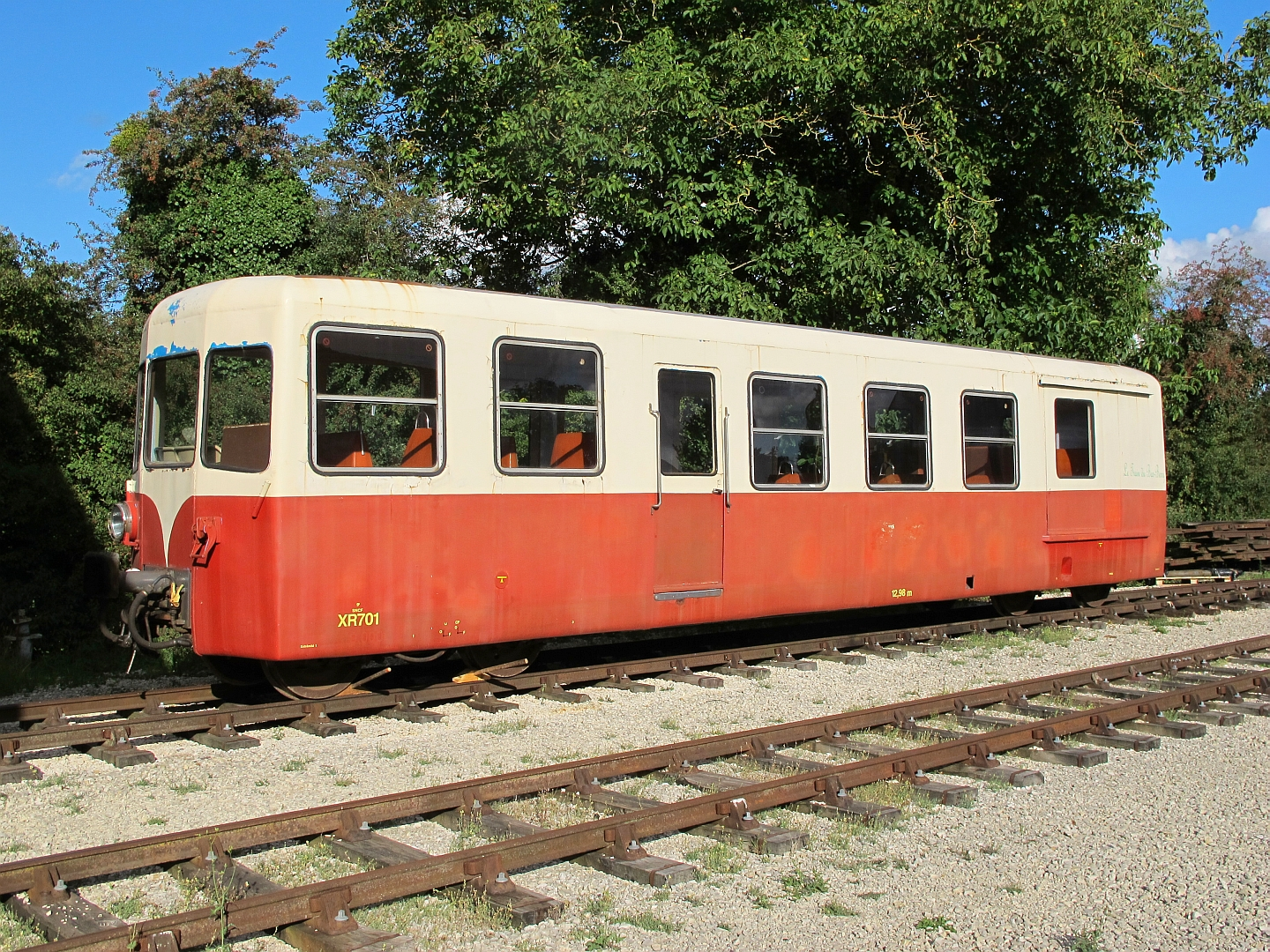
Remorque Verney XR 701 préservée par le Train du Bas-Berry.

Le X 214 a été démoli au mois de janvier 2014 après prélèvement de pièces pour les autorails Verney du Chemin de fer de la baie de Somme.

## Activité routière
La SCF créée le 10 juillet 1933, une filiale la Société des Transports Automobiles de l'Ouest (STAO). Une desserte routière du département de la Sarthe est lancée.
Tout le réseau ferroviaire est converti à la route avant 1939. Seules quelques lignes fonctionneront jusque dans les années 1950.
En 1947, la desserte routière de l'ancien réseau des Tramways de la Sarthe est attribuée à la STAO.

### Production de matériel roulant routier
- L  (1945) - Moteur essence Citroën P 38
- LP (1947) - Moteur gaz-oil Panhard
- VSP (1953) - Moteur Panhard 4 HL
- VSH -- - - -- - - - - - - - - -
- IP (1952) - Moteur Panhard (IP) & Hispano Hercules (IH)